# 한국교육과정평가원
한국교육과정평가원(韓國敎育課程評價院, Korea Institute of Curriculum & Evaluation, KICE)은 고등학교 이하 각급 학교의 교육과정을 연구 및 개발하며 각종 교육평가를 연구 및 시행함으로써 학교 교육의 질적 향상 및 국가 교육 발전에 이바지하는 것을 목표로 1998년 1월 1일 설립된 대한민국의 국무총리(국무조정실) 산하 경제인문사회연구회 소속 정부출연 연구기관이다. 충청북도 진천군 덕산읍 교학로 8 충북혁신도시에 위치해 있다.

한국교육과정평가원(구)

## 설립 근거
- 정부출연연구기관등의설립·운영및육성에관한법률 제8조제1항 (민법준용기관)

## 주요 업무
- 교육과정 연구·개발 및 교육평가의 시행

- 고교이하 각급 학교 교육과정의 연구

- 개발 절대평가 기준 및 문항개발과 문제은행 구축

- 국가수준의 학업성취도 평가 및 국제 비교

- 학교 교육 지원 사업

- 교수-학습 프로그램 및 평가도구 개발·보급

- 교육과정과 평가에 대한 정보서비스 지원체제 구축

- 교육과정과 평가 전문요원 연수프로그램 개발 및 연수

- 교과용도서 연구·개발 및 검·인정 업무

- 초·중·고 국정 교과용 도서 편찬 및 관련 연구

- 초·중·고 검정 교과용 도서 검·인정 업무

- 재외동포용 교재 개발·보급

- 각종 국가 고사 출제 관리

- 대학수학능력시험 시행

- 대학수학능력시험 모의평가(연2회)

- 대학연구기관 전문연구요원 선발제도

- 고입·고졸 검정고시

- 고등학교 신입생 선발고사

- 초등, 유치원, 특수학교교사 신규임용후보자 선정 경쟁시험

- 중등교사 신규임용후보자 선정 경쟁시험

- 시.도교육청 전국연합학력평가 채점 및 결과 분석(수시)

## 연혁
- 1994년 12월 3일 대한민국 총무처, 정부 조직개편 방안 발표 (국립교육평가원을 폐지하고 민간기관으로 전환)
- 1995년 5월 31일 대통령자문교육개혁위원회, '교육개혁안 발표' (교육과정평가원 설치 방침 발표)
- 1997년 8월 22일 [한국교육과정평가원법] 공포
- 1997년 12월 31일 국립교육평가원 폐지
- 1998년 1월 1일 한국교육과정평가원 개원
- 1999년 1월 29일 정부출연연구기관 등의 설립·운영 및 육성에 관한 법률 공포
- 1999년 1월 29일  한국교육과정평가원법 및 동법 시행령, 시행규칙 폐지
- 1999년 1월 29일  지도감독기관이 교육부에서 국무총리실 산하 경제·인문사회 연구회로 변경
- 1999년 6월 14일 청사 이전 (서울 강남구 청담동 ▶ 서울 종로구 삼청동)
- 2010년 4월 1일 청사 이전 (서울 종로구 삼청동 ▶ 서울 중구 정동)
- 2018년 2월 5일 청사 이전 (서울 중구 정동 ▶ 충북 진천군 덕산면 충북혁신도시)

## 조직

### 한국교육과정평가원장
- 감사
  - 감사실

#### 부원장
- 홍보출판실
- 국제교육협력실
- 대학수학능력시험본부
  - 수능기획분석실
  - 수능출제연구실
  - 수능운영부
  - 수능출제관리부
- 기획조정본부
  - 연구기획실
  - 경영기획실
  - 성과평가실
  - 교육과정·교과서 본부
  - 교육과정연구실
  - 고교학점제지원센터
  - 교과교육연구실
  - 교과서검정센터
  - 교육과정지원부
  - 교과서검정운영부
- 교육평가본부
  - 국가수준학업성취도평가연구실
  - 국제학업성취도평가 연구실
  - 학생평가지원센터
  - 교육평가지원부
- 교수학습본부
  - 교수학습연구실
  - 선행교육예방연구센터
  - 교수학습지원부
- 국가고사본부
  - 고사운영부
- 경영지원본부
  - 운영지원부
  - 인사부
  - 재무운영부
  - 구매계약부
- 정보관리본부
  - 정보화운영관리부
  - 채점관리부
  - 자료·기록물관리부

## 개발시험
- 대학수학능력시험
- 한국어능력시험
- 유치원 초등 특수학교 교사임용시험
- 고입고졸 검정고시
- 고입선발고사
- 국비유학생 선발시험
- 전문 연구 요원선발시험
- 중등교사임용시험

## 직원 평균 보수[2]
| 구분              | 2014년 결산                                                                | 2015년 결산                                                                | 2016년 결산                                                                | 2017년 결산                                                                | 2018년 결산                                                                | 2019년 예산                                                                |
| ----------------- | -------------------------------------------------------------------------- | -------------------------------------------------------------------------- | -------------------------------------------------------------------------- | -------------------------------------------------------------------------- | -------------------------------------------------------------------------- | -------------------------------------------------------------------------- |
| 기본급            | 51,013                                                                     | 52,747                                                                     | 53,965                                                                     | 55,252                                                                     | 56,957                                                                     | 59,322                                                                     |
| 고정수당 *        | 5,139                                                                      | 5,256                                                                      | 5,176                                                                      | 4,995                                                                      | 7,231                                                                      | 7,512                                                                      |
| 실적수당 *        | 0                                                                          | 0                                                                          | 0                                                                          | 0                                                                          | 0                                                                          | 0                                                                          |
| 급여성 복리후생비 | 254                                                                        | 331                                                                        | 418                                                                        | 403                                                                        | 107                                                                        | 157                                                                        |
| 경영평가 성과급   | 0                                                                          | 0                                                                          | 0                                                                          | 0                                                                          | 0                                                                          | 0                                                                          |
| 기타 성과상여금   | 14,998                                                                     | 25,667                                                                     | 15,984                                                                     | 21,732                                                                     | 22,117                                                                     | 16,323                                                                     |
| 1인당 평균 보수액 | 71,404                                                                     | 84,001                                                                     | 75,543                                                                     | 82,382                                                                     | 86,412                                                                     | 83,314                                                                     |
| (남성)            | 0                                                                          | 0                                                                          | 0                                                                          | 81,544                                                                     | 85,408                                                                     | 80,028                                                                     |
| (여성)            | 0                                                                          | 0                                                                          | 0                                                                          | 83,306                                                                     | 87,575                                                                     | 83,364                                                                     |
| 비 고             | 경영평가 성과급은 2019년도 경영평가 결과가 확정되지 않아 0으로 기재되었다. | 경영평가 성과급은 2019년도 경영평가 결과가 확정되지 않아 0으로 기재되었다. | 경영평가 성과급은 2019년도 경영평가 결과가 확정되지 않아 0으로 기재되었다. | 경영평가 성과급은 2019년도 경영평가 결과가 확정되지 않아 0으로 기재되었다. | 경영평가 성과급은 2019년도 경영평가 결과가 확정되지 않아 0으로 기재되었다. | 경영평가 성과급은 2019년도 경영평가 결과가 확정되지 않아 0으로 기재되었다. |
| 상시 종업원수     | 263.75                                                                     | 265.25                                                                     | 261                                                                        | 265.83                                                                     | 262.50                                                                     | 253                                                                        |
| (남성)            | 0                                                                          | 0                                                                          | 0                                                                          | 139.50                                                                     | 140.75                                                                     | 135                                                                        |
| (여성)            | 0                                                                          | 0                                                                          | 0                                                                          | 126.33                                                                     | 121.75                                                                     | 118                                                                        |
| 평균근속연수      | 8.31                                                                       | 8.52                                                                       | 9.43                                                                       | 9.94                                                                       | 10.34                                                                      | 10.52                                                                      |
| (남성)            | 0                                                                          | 0                                                                          | 0                                                                          | 9.94                                                                       | 10.39                                                                      | 10.46                                                                      |
| (여성)            | 0                                                                          | 0                                                                          | 0                                                                          | 9.95                                                                       | 10.28                                                                      | 10.59                                                                      |

| 구분              | 2014년 결산 | 2015년 결산 | 2016년 결산 | 2017년 결산 | 2018년 결산 | 2019년 예산 |
| ----------------- | ----------- | ----------- | ----------- | ----------- | ----------- | ----------- |
| 기본급            | 27,133      | 36,827      | 36,827      | 38,738      | 39,936      | 39,936      |
| 고정수당          | 3,180       | 3,360       | 3,360       | 3,360       | 4,891       | 5,760       |
| 실적수당          | 0           | 0           | 0           | 0           | 0           | 0           |
| 급여성 복리후생비 | 200         | 200         | 300         | 300         | 0           | 0           |
| 경영평가성과급    | 0           | 0           | 0           | 0           | 0           | 0           |
| 기타 성과상여금   | 9,330       | 0           | 0           | 0           | 0           | 0           |
| 합계              | 39,843      | 40,387      | 40,487      | 42,398      | 44,827      | 45,696      |

## 노동조합[3]
복수노조 상태이다.
| 노동조합 명칭     | 노동조합 명칭      | 전국공공연구노동조합 한국교육과정평가원지부                                              | 전국공공연구노동조합 한국교육과정평가원지부                                              |
| 노동조합 설립일   | 노동조합 설립일    | 2013년 6월 3일                                                                           | 2013년 6월 3일                                                                           |
| 위원장            | 성명               | 정OO                                                                                     | 정OO                                                                                     |
| 위원장            | 임기               | 2019.02.03 ~ 2021.02.02                                                                  | 2019.02.03 ~ 2021.02.02                                                                  |
| 노동조합 가입범위 | 노동조합 가입범위  | 부서장 이상의 직책이 있거나 또는 사용자의 이익을 위한다고 판단되는 자를 제외한 전체 직원 | 부서장 이상의 직책이 있거나 또는 사용자의 이익을 위한다고 판단되는 자를 제외한 전체 직원 |
| 가입대상 인원     | 가입대상 인원      | 359                                                                                      | 명                                                                                       |
| 조합원수          | 정규직(일반정규직) | 75                                                                                       | 명                                                                                       |
| 조합원수          | 비정규직           | 9                                                                                        | 명                                                                                       |
| 조합원수          | 정규직(무기계약직) | 0                                                                                        | 명                                                                                       |
| 교섭권 여부       | 교섭권 여부        | 없음                                                                                     | 없음                                                                                     |
| 근로시간면제 현황 | 시간한도           | 1422                                                                                     | 시간이내                                                                                 |
| 근로시간면제 현황 | 풀타임             | 0                                                                                        | 명                                                                                       |
| 근로시간면제 현황 | 파트타임           | 1                                                                                        | 명                                                                                       |
| 전임자수          | 무급               | 0                                                                                        | 명                                                                                       |
| 상급단체          | 총연합단체         | 민주노총                                                                                 | 민주노총                                                                                 |
| 상급단체          | 연합단체           | 전국공공운수노동조합연맹                                                                 | 전국공공운수노동조합연맹                                                                 |
| 상급단체          | 산별노조           | 전국공공연구노동조합                                                                     | 전국공공연구노동조합                                                                     |

| 노동조합 명칭     | 노동조합 명칭      | 한국교육과정평가원 신노동조합                              | 한국교육과정평가원 신노동조합                              |
| 노동조합 설립일   | 노동조합 설립일    | 2017년 3월 8일                                             | 2017년 3월 8일                                             |
| 위원장            | 성명               | 정OO                                                       | 정OO                                                       |
| 위원장            | 임기               | -                                                          | -                                                          |
| 노동조합 가입범위 | 노동조합 가입범위  | 사용자 또는 사용자의 이익을 대표하는 자를 제외한 직원 대상 | 사용자 또는 사용자의 이익을 대표하는 자를 제외한 직원 대상 |
| 가입대상 인원     | 가입대상 인원      | 359                                                        | 명                                                         |
| 조합원수          | 정규직(일반정규직) | 2                                                          | 명                                                         |
| 조합원수          | 비정규직           | 0                                                          | 명                                                         |
| 조합원수          | 정규직(무기계약직) | 0                                                          | 명                                                         |
| 교섭권 여부       | 교섭권 여부        | 없음                                                       | 없음                                                       |
| 전임자수          | 무급               | 0                                                          | 명                                                         |
| 상급단체          | 총연합단체         | 미가입                                                     | 미가입                                                     |
| 상급단체          | 연합단체           | 미가입                                                     | 미가입                                                     |
| 상급단체          | 산별노조           | 미가입                                                     | 미가입                                                     |

| 노동조합 명칭     | 노동조합 명칭      | 한국교육과정평가원 공감노동조합                                | 한국교육과정평가원 공감노동조합                                |
| 노동조합 설립일   | 노동조합 설립일    | 2017년 3월 15일                                                | 2017년 3월 15일                                                |
| 위원장            | 성명               | 김OO                                                           | 김OO                                                           |
| 위원장            | 임기               | 2019.03.18 ~ 2020.03.17                                        | 2019.03.18 ~ 2020.03.17                                        |
| 노동조합 가입범위 | 노동조합 가입범위  | 원장, 부원장, 감사실장, 본부(센터)장, 총무부장을 제외한 근로자 | 원장, 부원장, 감사실장, 본부(센터)장, 총무부장을 제외한 근로자 |
| 가입대상 인원     | 가입대상 인원      | 357                                                            | 명                                                             |
| 조합원수          | 정규직(일반정규직) | 90                                                             | 명                                                             |
| 조합원수          | 비정규직           | 11                                                             | 명                                                             |
| 조합원수          | 정규직(무기계약직) | 2                                                              | 명                                                             |
| 교섭권 여부       | 교섭권 여부        | 있음 / 교섭대표노조                                            | 있음 / 교섭대표노조                                            |
| 근로시간면제 현황 | 시간한도           | 2578                                                           | 시간이내                                                       |
| 근로시간면제 현황 | 풀타임             | 1                                                              | 명                                                             |
| 근로시간면제 현황 | 파트타임           | 3                                                              | 명                                                             |
| 전임자수          | 무급               | 0                                                              | 명                                                             |
| 상급단체          | 총연합단체         | 미가입                                                         | 미가입                                                         |
| 상급단체          | 연합단체           | 미가입                                                         | 미가입                                                         |
| 상급단체          | 산별노조           | 미가입                                                         | 미가입                                                         |

## 논란
- 고등학교 한국 근·현대사 교과서에 대한 편향 서술 관련한 정부 내부의 대책 문건 유출 논란으로 원장(김성동)이 사퇴하였다.
- 2004학년도 수능 언어 출제 오류로 원장(이종승)이 사퇴하였다.
- 2008학년도 수능 물리II 출제 오류로 원장(정강정)이 사퇴하였다.
- 2015학년도 수능 영어와 생명과학II 출제 오류로 원장(김성훈)이 사퇴하였다.
- 2017학년도 수능 한국사와 물리II 출제 오류로 원장(김영수)이 사퇴하였다.
- 2022학년도 수능 생명과학II 출제 오류로 원장(강태중)이 사퇴하였다.

## 같이 보기
- 한국교육개발원
- 한국교육학술정보원